# 최원 (군인)
최원(崔元 또는 崔遠, 1910 ~ ?)은 조선민주주의인민공화국의 군인이다. 소련의 고려인 출신으로 연해주에서 출생했으며, 하바로프스크 극동전선군 사령부의 정찰국장 나움 소르킨 소장 아래서 정보업무를 담당하며 김일성이 속해있던 제88독립보병여단과도 관련을 맺고 있었다. 해방 이후 조선민주주의인민공화국으로 와서 조선인민군 정찰국장, 군사과학국장 등을 지냈고 1958년경 숙청 당한 후 행방 불명이 되었다.

## 약력
소련 출신으로 1942년에 모스크바 정찰학교를 나온 후 하바로프스크 인근 뱌츠코예의 제88독립보병여단에서 1대대장 김일성과 같이 복무하였다. 해방 이후 조선민주주의인민공화국으로 와서 조선인민군 창설 당시부터 정찰국장(대좌)을 지냈다. 6.25 남침 때는 총좌(總佐, 준장급) 계급의 정찰국장으로 서울에 내려와 정찰관련 일을 지휘했다. 당시 조선인민군 정찰부는 서대문구 창천동의 네덜란드 영사관 건물 2층을 차지하고 있었는데, 그 건물 터에 지금은 빌라가 들어섰다.
6.25 전쟁 후반기인 1952년 7월에 5군단장 방호산 휘하의 46사단장을 맡고 있는 것이 미군 기록에 나온다. 46사단은 소속 군단이 계속 바뀌다 1951년 11월 5군단 산하로 되어 전선에서 후퇴해 원산 북쪽 함흥 일대 해안방어를 담당했으며, 1952년 7월에도 같은 지역에 주둔했다.
그 후 그는 소장으로 진급하여 군사과학국장이 되었으나, 1958년 경 사상 검토시 숙청, 투옥된 후 행방불명이다.
총참모부 군사과학국장으로 있던 최원은 1958년 장평산(張平山, 1916~?) 등 연안파가 시도한 쿠데타에 연루되어 숙청되었다는 말도 있으나, 소련파에 속하는 그가 연안파의 쿠데타 시도에 가담했을지는 확인이 필요한 것 같다. 6.25 때 5군단장 방호산 휘하의 46사단장을 맡았던 때에 연안파와 가까워졌을 수도 있다.
1959년 7월 숙청되어 강계의 감옥에 갇혔던 조선인민군 소장 출신 강수봉(필명 여정(呂政))의 증언에 의하면 당시 자신과 같은 감방에 총참모부 무기기재 공급국 부국장 박병수, 총참모부 군사과학국장 최원, 6사단장 고기환, 3군단 통신부장 최명철, 직업총동맹 경공업위원장 이선희등 5명이 있었다고 하였는데, 이것이 알려진 그의 마지막 모습이다.
소련파들 다수는 현직에서 쫓겨나 소련으로 돌아갔으나, 최원은 소련으로 돌아가지도 못하고, 감옥에서 생을 마감했을 가능성이 큰 것으로 보인다.

최원(崔元)은 본래 소련(蘇聯)군 상위로서 극동전선군 사령부의 정찰국장 나움 소르킨(Naum Semyonovich Sorkin, 1899~1980) 소장 밑에서 정보사업을 했었으므로, 당시 88정찰여단에서 김일성의 역할에 대해 잘 알고 있었다. 김일성이 표면적으로는 1대대 대대장이었지만 NKVD (KGB 전신) 비밀 요원으로, 동료 빨치산들의 동태를 감시하여 상관인 소르킨 소장과 극동군 사령관 막심 푸르카예프(Maksim_Purkayev, 1894-1953) 대장에게 보고하는 일을 하여 상관들의 신임을 얻었고, 그들이 모스크바 수뇌부에 김일성을 추천한 것이 스탈린이 그를 북한 지도자로 발탁한 배경이라고 증언했다.

### 여정(강수봉)의 최원에 대한 증언
여정(呂政, 1925 ~ ?)(본명 강수봉)은 최원의 신상에 대해 다음과 같이 기록하였고, 그는 88여단에서 김일성이 NKVD (KGB의 전신) 비밀 요원이 되어 동료 빨치산들의 동태를 감시, 밀고하는 역할을 했다고 증언했다.
《최원(소장, 총참모부 군사과학부장)의 회상》
(최원은 본시 소련군 상위로서 소련 원동사령부에 속해 있었다. 솔로킨 소장 밑에서 정보 사업을 했으며 만주지방에 대한 정찰임무를 수행한 적이 있다. 소련 붉은기훈장 수훈자다. 88여단과는 간접적인 연계를 갖고 있었다. 조선말보다 러시아말을 더 잘했으며 중국말 마디도 번질 줄 알았다. 그는 입이 가벼워서 수차 비판을 받은 적이 있다. 1959년 3월 반당분자로 몰려 특별군사재판정에서 15년 도형을 언도받았다.)
“소련 원동방면군 사령부에서는 중국 만주항일연군 사람들을 믿지 않았지요. 사령관인 부르가예프 대장이 그랬고 정보부장 솔로킨 소장도 그랬소, 솔로킨소장 은 베리야의 신임을 받는 사람이었고 소련 국가안전위원회의 원동방면 책임자였는데 자주 항일연군 사람들을 믿을 수 없다고 투덜거리곤 합디다. 후에 와서 솔로킨은 조선사람 김일성은 믿을 수 있는 사람이고 우리 사람이라고 합디다. 그는 88 여단의 내부정형을 김일성 장군을 통해서 손금 보듯 장악하고 있었던 것입니다. 김일성동지께서 88여단에 있을 적에 두번 모스크바에 갔는데 그것은 솔로킨소장이 소련중앙에 김일성 동지를 추천했기 때문입니다."
“솔로킨이 김장군을 우리 사람이라고 한 것은 무슨 뜻입니까?”
"그거야 뭐, 국가안전위원회 사람이라는 것이겠지요.”
“최원동지도 안전위원회 사람이었습니까?”
“그렇지요. 하지만 나는 그 일이 직업이었지 비밀정보원은 아니었습니다.”

국가안전위원회는 KGB를 말하며, 김일성이 88여단에 있을 당시는 그 전신인 NKVD(내무인민위원회)라 불리었다. 최원 자신은 전업 NKVD 요원으로 비밀 요원은 아니었지만, 김일성은 표면적으로 88여단의 1대대 대대장을 맡으면서 비밀리에 NKVD 정보원 역할도 하고 있었다는 증언이다. 최원은 88여단 소속이 아니라 극동전선군 사령부의 소르킨 소장 아래서 일했으며, 88여단과는 간접적인 관계를 가지고 있었다.